# Boy & Bear
Boy & Bear  är en australiensisk musikgrupp från Sydney.
Musikaliskt är gruppen influerad av folk- och countrymusik. Men även 1970-talets pop och rock med namn som David Bowie, Fleetwood Mac, Bruce Springsteen och Abba kan skönjas i deras sound.
Gruppens sångare och huvudsakliga låtskrivare, David Hosking, bildade bandet 2009 och de har sedan dess turnerat i hemlandet Australien; först som förband åt Mumford & Sons och Laura Marling, men senare, i takt med en utökad lyssnarskara, också som huvudakt.
Boy & Bear har även besökt Europa. De spelade i Sverige ett flertal tillfällen både 2012 och 2014.

## Diskografi
- Moonfire, 2011
- Harlequin Dream, 2013
- Limit of Love, 2015
- Suck on Light, 2019